# Hans Joachim von Zieten

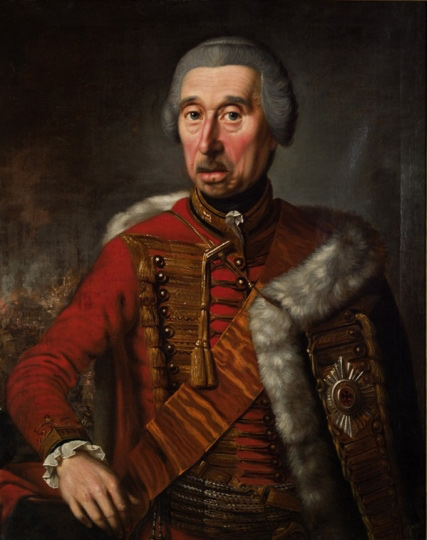
Hans Joachim von Zieten, Gemälde von Heinrich Franke, 1780

Hans Joachim von Zieten, genannt Zieten aus dem Busch (* 14. Mai 1699 in Wustrau, Ruppiner Land; † 27. Januar 1786 in Berlin), war ein preußischer General der Kavallerie unter Friedrich dem Großen. Er kämpfte in den Schlesischen Kriegen und siegte in der Schlacht bei Hohenfriedberg. Zieten gehört zu den bedeutendsten Feldherren seiner Zeit.

## Leben und Wirken

### Kindheit und Jugend
Zieten, seltener auch Ziethen – die französisierte Namensform lehnte er ab –, kam als drittes von insgesamt sieben Kindern des Landedelmannes Joachim Matthias von Zieten und seiner Ehefrau Ilsabe Catharina, geb. von Jürgas auf Gantzer/Herrschaft Ruppin, zur Welt. Die Familie lebte in bescheidenen Verhältnissen, weshalb Zieten sein Geburtshaus später als eine „Kaluppe“ bezeichnete.
Seit er neun Jahre alt war, interessierte sich der Junge für das im Nachbarort Neuruppin stehende Militär. Auf sein Drängen erreichten seine Eltern 1715 beim Kommandierenden Generalmajor Johann Siegmund Freiherr von Schwendy, Gutsherr auf Buskow/Herrschaft Ruppin, den Eintritt ihres Sohnes als Freikorporal in das Ruppiner Regiment der Gelben Kürassiere. Als Zietens Vater 1720 starb, fiel Wustrau Zieten und seinen drei Schwestern zu. Das Gut war zu 8000 Talern geschätzt, wovon der Unterhalt der Mutter gesichert und die Erbteile der Schwestern ausgezahlt wurden. Der junge Zieten übernahm außerdem die seit Jahren geführten gerichtlichen Auseinandersetzungen des Vaters für die Erweiterung und Nutzung von Grundstücken, die er alle in den 1750er Jahren erfolgreich beendete.

### Im Dienste Friedrich Wilhelms I.

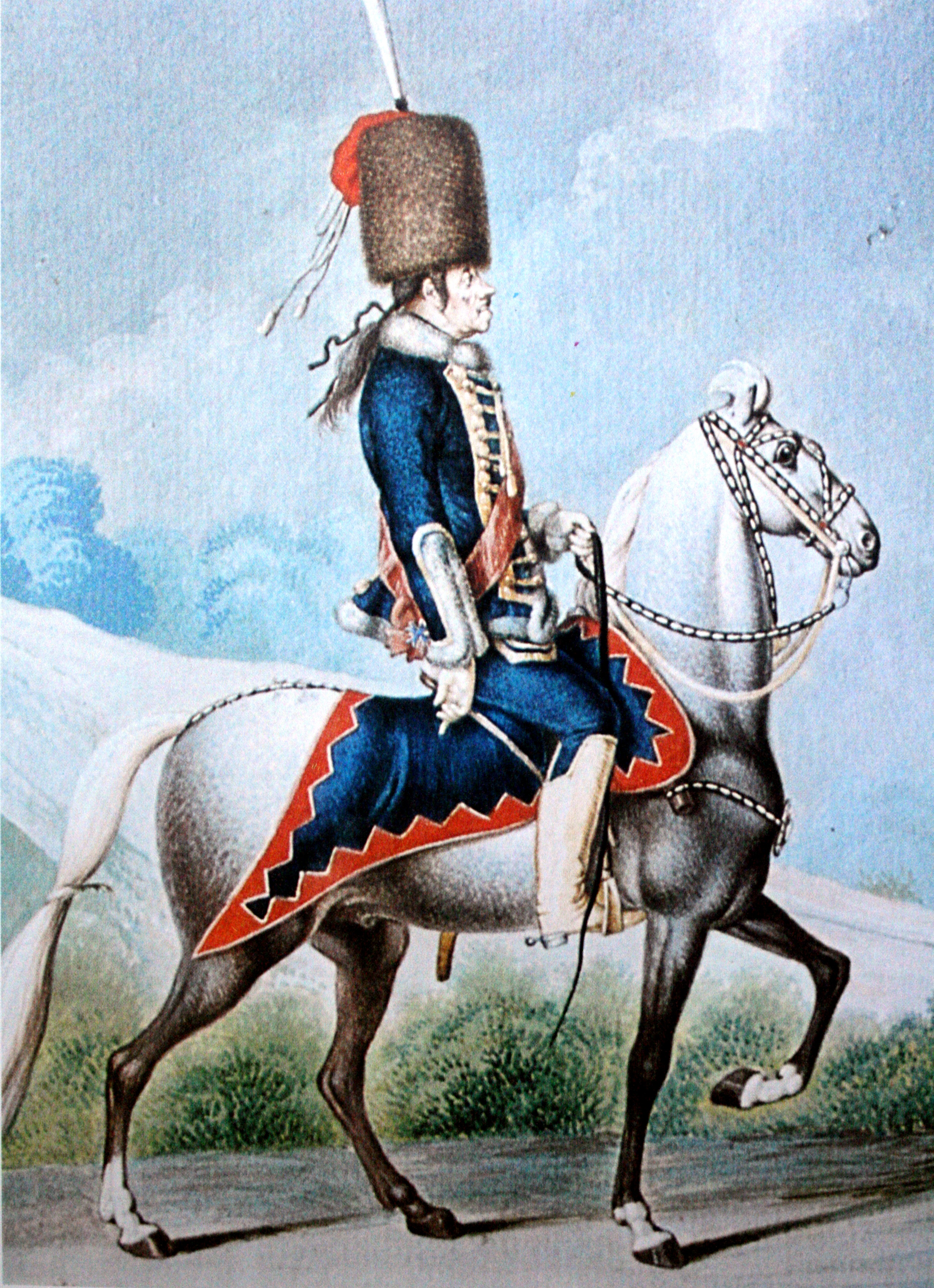
Zieten auf einer Malerei von Daniel Chodowiecki, 1775

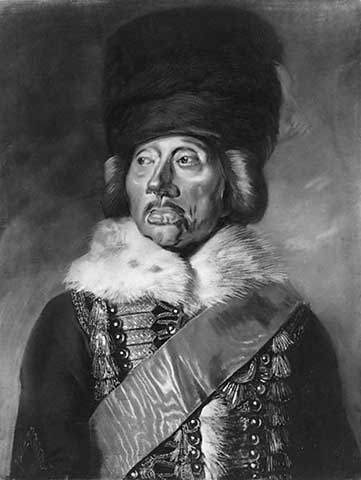
Hans Joachim von Zieten, Mezzotinto von Charles Townley (1786) nach einem Gemälde von Edward Francis Cunningham, das dieser einem Porträt Zietens von Anna Dorothea Therbusch nachempfunden hatte

Am 7. Juli 1722 wurde Zieten Fähnrich. Als im Januar 1723 von Schwendy seine Kommandantenstelle an den späteren Feldmarschall Curt Christoph Graf von Schwerin abgab, beschrieb er Zieten in einem Bericht an König Friedrich Wilhelm I. in Preußen wie folgt: „… ist gar klein und von schwacher Stimme für das Commandiren.“ Das genügte dem König, um Zieten trotz all seiner Fähigkeiten bei den Beförderungen ständig zu übergehen. Am 28. Juli 1724 entwich Zieten heimlich von Crossen/Neumorle, wo sein Regiment garnisoniert war, mit einem Gesuch um Beförderung an den König nach Berlin. Dieser notierte daraufhin am Rande des Gesuches: „… soll seine Dimission haben“. Sein ungenehmigter Ausritt nach Berlin hatte die Entlassung aus dem Militär zur Folge, und er zog sich auf sein Gut in Wustrau zurück.
1725 erfuhr Zieten während eines Aufenthaltes wegen einer gerichtlichen Anhörung in Berlin von der Verdoppelung des Dragonerregiments „von Wuthenow“ in Insterburg und erlangte bei diesem im August 1726 eine Anstellung als Oberleutnant. Am 14. September 1729 ließ der König ihn wegen ständiger Händeleien mit seinem Rittmeister arretieren, ab dem 1. April 1730 auf der Festung Spandau.
Friedrich Wilhelm hatte 1730 eine Ehreneskorte mit leichter Reiterei begründet; wiederum bemühte sich Zieten um den Wiedereintritt in das königliche Militär, was auf Empfehlung von Wilhelm Dietrich von Buddenbrock und Adam Christoph von Flanß am 8. Oktober 1730 mit dem Eintritt in das Berliner Husarenkorps als Stabsrittmeister gelang. Am 1. März 1731 wurde in Beelitz eine zweite Kompanie der Husaren aufgestellt und Zieten am 1. Mai 1731 zu ihrem Chef sowie zum Rittmeister mit 50 Talern Monatsgehalt befördert. 1735 sandte der König Zieten mit seiner Husarenkompanie zum Reichsheer an den Rhein; seit 1734 befand sich Preußen inmitten der europäischen Auseinandersetzungen um die polnische Erbfolge. Der österreichische Husarenoberstleutnant der Kaiserlichen Armee, von Baronay, späterer General der Kavallerie, wurde sein Ausbilder. Zu bedeutenderen Kriegshandlungen kam es für Preußen nicht, und so bat Zieten schließlich um eine Prüfung seines Kommandos. Baronay stellte ihm die Aufgabe, nach eigener Überlegung und Anordnung den Feind zu umgehen und anzugreifen. Dieses Manöver wurde so geschickt ausgeführt, dass Baronay dem König sehr lobend über Zietens Qualitäten der militärischen Planung und der Tapferkeit berichtete; dessen nächste Beförderung zum Major erfolgte am 29. Januar 1736. Während des Ersten Schlesischen Krieges machte Zieten in Rotschloß zahlreiche Angehörige eines österreichischen Kavallerieregimentes zu Gefangenen, unter denen sich auch sein früherer Ausbilder von Baronay befand. Die später so genannte „Rotschloß-Affäre“ führte 1741 zur höchsten preußischen Auszeichnung, dem Orden Pour le Mérite, und noch heute erinnert eine Tafel am Zieten-Denkmal auf dem Berliner Wilhelmplatz daran.
Seit der Rückkehr vom Rhein war Zieten im Leibkorps Husaren dem Kommando des Oberstleutnants Ludwig Alexander von Wurmb unterstellt. In der Garnison herrschte zwischen beiden ein stetiger Streit, der 1739 zu einem Duell führte; beide trugen erhebliche Verletzungen davon. Dass dies ohne Folgen blieb, war nur der Tatsache zu verdanken, dass König Friedrich Wilhelm I. schwer erkrankt war.
Der junge Husarenoffizier entwickelte trotz des Spotts, den er wegen seiner kleinen Gestalt und der vielen gesundheitlichen Probleme wie langanhaltender Kopfschmerzen und Gicht oft über sich ergehen lassen musste, ein starkes Selbstbewusstsein, das ihn auch in späteren Kontroversen z. B. mit dem Monarchen nicht verließ. Nach den verschiedenen Scharmützeln unter Friedrich Wilhelm I. wurde er zum Rittmeister befördert. Er zeigte eine solide Dienstauffassung bei starker protestantischer Religiosität. Zieten lehnte die gebräuchliche Prügelstrafe kategorisch ab und glänzte gerade als Zuchtmeister der stets unkonventionellen Husarentruppe durch maßvolle Strenge und Fairness. Das traf auch auf den Gutsherrn Zieten zu, der die Jahre im Anschluss an den Siebenjährigen Krieg mit der Pflege seines Anwesens bei Neuruppin zubrachte. Schließlich zeichnete den weniger tollkühnen als besonnenen Taktiker in Krieg und Frieden ein eher gleichrangiges, feinfühliges und in gegenseitigem Respekt bestehendes Verhältnis zum König aus.

### Im Dienste Friedrichs II.

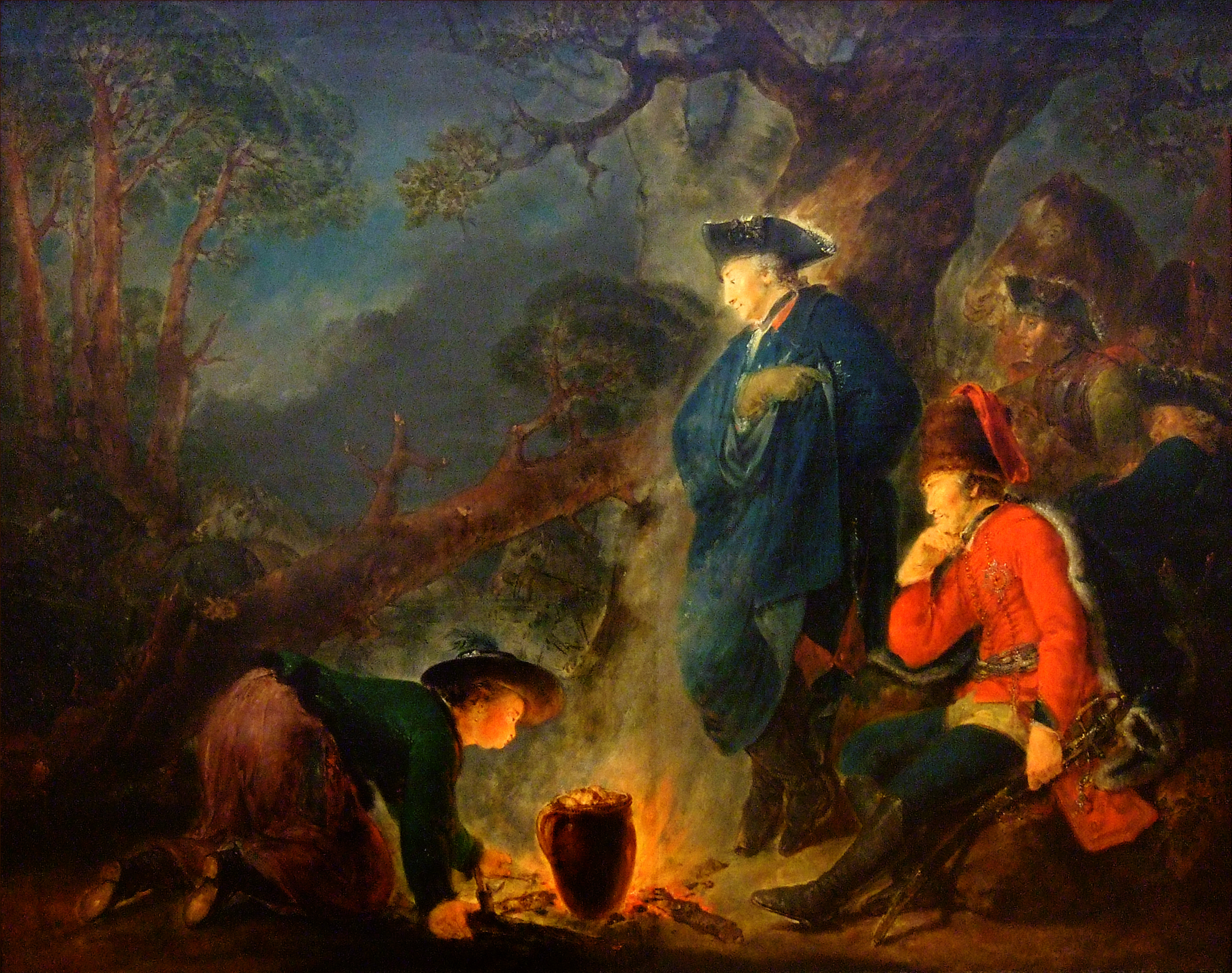
Friedrich der Große vor der Schlacht bei Torgau, Gemälde von Bernhard Rode, 1791. Zieten in roter Husarenuniform.

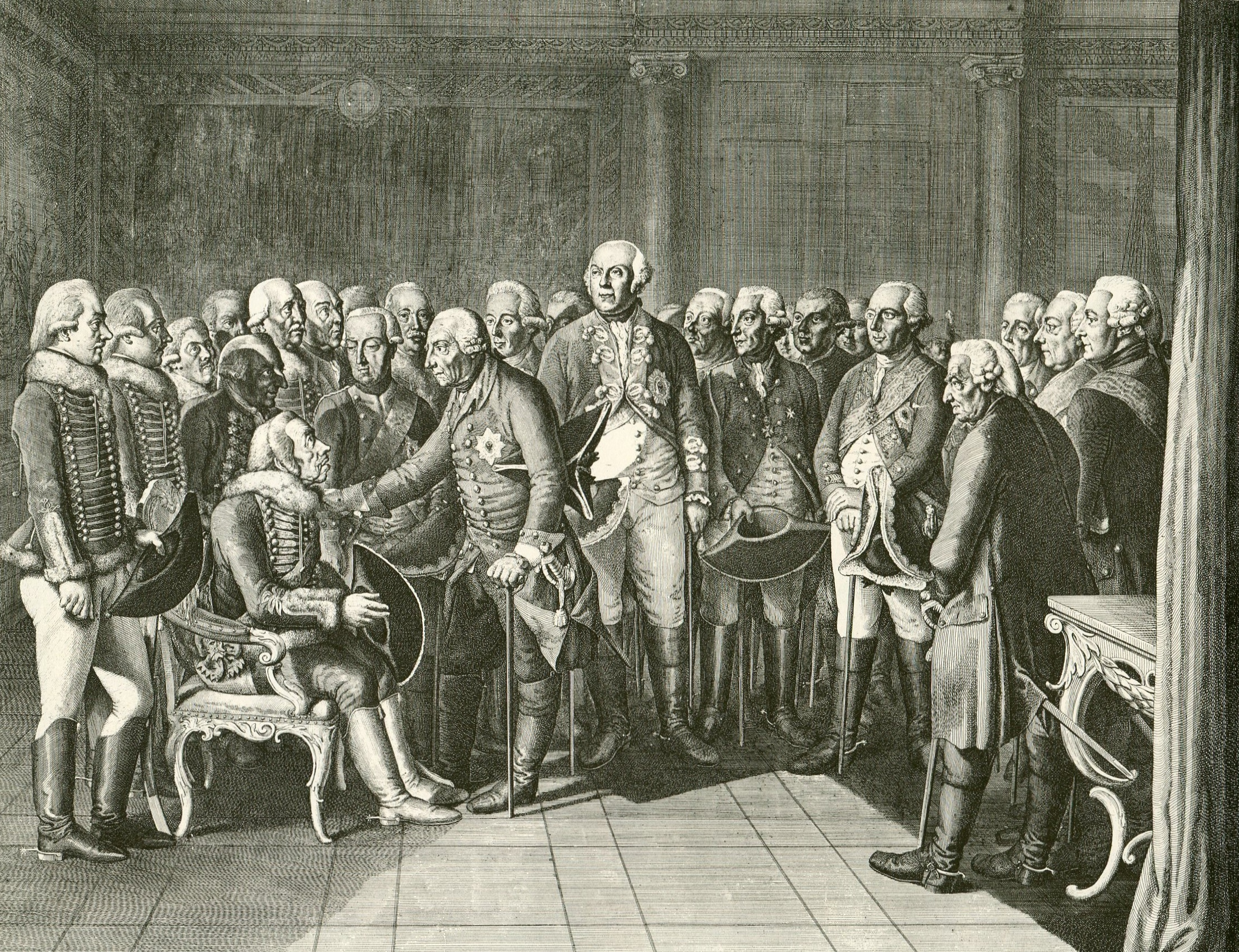
Ziethen sitzend vor seinem König, Radierung von Daniel Chodowiecki, 1800

1741 brach der Erste Schlesische Krieg aus, in den Zieten als Major und Eskadronchef zog. Am 10. Mai 1741 zeichnete er sich in einem Gefecht mit den Österreichern zwischen Strehlen und Nimptsch aus. Dafür wurde er zum Oberstleutnant im Leibhusarenregiment (später H 2) befördert. Schon am 22. Juli dieses Jahres wurde er Oberst und bekam ein eigenes Husarenregiment, das in der preußischen Heerestradition bis 1918 bestehen sollte. In den Winterquartieren 1741/42 beschäftigte sich Zieten mit der Arbeit an der Reorganisation der preußischen Reiterei.
Im Juli 1744 erfolgte in Preußen erneut Mobilmachung, und am 10. August erklärte das Königreich Preußen der Habsburgmonarchie den Krieg. Zieten rückte mit der Avantgarde des preußischen Heeres in Böhmen bis nach Budweis vor. Bei Moldauthein konnte der mit dem Generalmajor-Patent vom 1. Februar 1744 ausgestattete Zieten mit seinem rotuniformierten, bis ins 20. Jahrhundert hinein bekannten Husarenregiment Nr. 2 am 9. Oktober erstmals in eigener Regie eine größere gegnerische Streitmacht besiegen. Zieten deckte den Rückzug hinter die Elbe und geriet am 12. Oktober in ein heftiges Gefecht bei Moldauthein. Am 20. Mai 1745 zeichnete er sich durch eine gewagte nächtliche Durchquerung eines österreichischen Korps von 20.000 Mann mit seinem Regiment bei Jägerndorf in Schlesien aus, der als „Zietenritt“ in die Kriegsgeschichte einging, weil er die Vereinigung der königlichen Hauptarmee mit dem Korps des Markgrafen Karl von Brandenburg-Schwedt ermöglichte. Bei Hohenfriedberg konnten sich die Zietenhusaren am 4. Juni erstmals in einer großen Schlacht bewähren. Am 23. November rieben seine Regimenter in einem Überraschungsangriff bei Katholisch-Hennersdorf in Sachsen ein zahlenmäßig unterlegenes kursächsisches Kontingent auf. Seitdem nannten die Zeitgenossen ihn respektvoll den „Zieten aus dem Busch“.
Der Dresdner Frieden vom 25. Dezember 1745 beendete den Krieg. Es begann wieder der Alltag des militärischen Dienstes, der Zieten nicht immer Freude bereitete; zeitweise fiel er beim König deshalb in Ungnade, der ihn seiner Ansicht nach nicht ausreichend förderte und der seinerseits die allzu lasche Disziplin der Husarentruppe bemängelte. Über lange Jahre hinweg sonderte sich Zieten vom Hofe ab und grollte auf seinem Landgut dem Monarchen. Den erbetenen Abschied erhielt er jedoch nicht. Im Gegenteil: 1747 bewilligte der preußische Monarch, Friedrich II. in Preußen, seinem Getreuen Materialien und Gelder für dessen beabsichtigten Ausbau des Gutshauses in Wustrau. Ein attraktives Wohnhaus, das der Generalmajor sein Prachtschloss nannte, mit Park und Landwirtschaft wurde bis 1750 errichtet; das alte Geburtshaus Zietens wurde als „Kavalierhaus“ mit einbezogen und umgebaut.
Der Ausbruch des Siebenjährigen Krieges brachte auch in der persönlichen Beziehung eine Wende zwischen dem Monarchen und Zieten. Friedrich II. warb ernsthaft und wurde persönlich vorstellig in Wustrau, um den Generalmajor zu überzeugen; der übernahm schließlich ein hohes Kommando im friderizianischen Heer. Für den 57-Jährigen gab es nunmehr wenig Grund zum Zögern; sein Ältester war tot und seine Ehefrau am 19. März 1756, also wenige Wochen vor dem Ausbruch des Krieges, nach langer schwerer Krankheit gestorben; das Gut wurde verwaltet. In den folgenden sieben Jahren war er ein verlässlicher Kommandeur und – was fast noch wichtiger war – wurde ein väterlicher Freund des Königs.
Zieten wurde zum Generalleutnant befördert, nahm 1757 am Gefecht bei Reichenberg und an der Schlacht bei Prag teil. Am 5. Mai 1757 wurde ihm der Schwarze Adlerorden verliehen. In der Schlacht bei Kolin befehligte er den linken Flügel und wurde dann dem Herzog August Wilhelm, Herzog von Braunschweig-Wolfenbüttel-Bevern zugeteilt, der das Kommando in Schlesien erhielt. Nach dessen Gefangennahme am 24. November 1757 führte Zieten den Rest des Heeres über Glogau nach Liegnitz König Friedrich II. entgegen und kämpfte in der Schlacht bei Leuthen am 5. Dezember mit seinen Husaren. Beim Überfall bei Domstadtl konnte er den Verlust eines großen Versorgungskonvois nicht verhindern. Während der Schlacht bei Liegnitz am 15. August 1760 gelang es ihm, das österreichische Hauptheer in Schach zu halten, sodass es an der Schlacht nicht teilnehmen konnte. Dafür wurde er zum General der Kavallerie befördert. In der Schlacht bei Torgau am 3. November 1760 erstürmte er die Süptitzer Höhen und errang dadurch den Sieg.
Schließlich war es auch Zieten, der den König im verschanzten Lager zu Bunzelwitz 1761 aus einer tiefen seelischen Krise herausriss und zu neuer Initiative anspornte. Bis zum Ende des Krieges wurde er bei Abwesenheit des Königs mehrmals mit dem Oberbefehl der preußischen Armee betraut. Am Ende des Krieges gehörte Zieten zur Elite des Königreiches und zum verschworenen Freundeskreis des gealterten Monarchen.
Am 4. April 1764 ersuchte Zieten beim König um einen Heiratskonsens und ehelichte am 23. August des Jahres die fünfundzwanzigjährige Hedwig Albertine von Platen. Seine Tochter aus der ersten Ehe war damals 18 Jahre alt; am  6. Oktober 1765 wurde der Sohn Friedrich Christian Ludwig Emil geboren, dessen Taufpate König Friedrich II. war. Friedrich von Zieten wurde im Jahr 1800 einer der erfolgreichsten Ruppiner Landräte. Am 24. Oktober 1771 wurde dem Ehepaar der Sohn Hans-Joachim Albrecht geboren, der jedoch nur acht Wochen lebte. Am 28. Januar 1773 wurde Albertine Magdalene Eleonore geboren; von ihr stammen die späteren Grafen Zieten-Schwerin, Herren auf Wustrau, ab.
Die sich anschließenden Friedensjahre sahen den alten Heerführer noch als Kavallerieinspekteur und unermüdlichen Ausbilder seines mittlerweile sagenumwobenen Husarenregimentes. Seine letzten Lebensjahre verbrachte Zieten abwechselnd in Berlin und auf seinem Gute Wustrau, wo er sich vor allem der Wohltätigkeit widmete. Gleichzeitig arbeitete er mit großer Sorgfalt an der Hebung seines Besitzes. 1786 wurde sein Gut auf 65.057 Taler geschätzt. Wohl als einziger der Generale der Epoche genoss er ein besonderes Vertrauen König Friedrichs II., der „seinen alten Vater Zieten“ häufig besuchte und dessen tiefe lutherische Frömmigkeit respektierte. So kam es auch im Schloss Sanssouci zu jener legendär gewordenen Szene, die wohl am eindrucksvollsten die Wertschätzung widerspiegelt, die König Friedrich seinem 13 Jahre älteren Kampfgefährten entgegenbrachte: Der König ließ nach einer längeren Unterhaltung einen Stuhl bringen, auf den sich zu setzen er den 85-jährigen Greis aufforderte. Da dieser sich ernsthaft und trotz der Schmerzen, die ihm das lange Stehen bereitete, weigerte, sich in Gegenwart des Monarchen niederzulassen, sagt der König mit gütiger Miene: „Setz Er sich, Zieten, sonst geh’ ich fort, denn ich will Ihm durchaus nicht zur Last fallen!“ Da erst tat Zieten, was sein königlicher Freund wünschte, welcher hier dem Mann symbolischen Vorrang gewährte, der jahrelang an seiner Seite gekämpft und gesiegt hatte.
Am 27. Januar 1786 starb Zieten in Berlin in seinem Haus in der Kochstraße 61/62, das er 1763 für 14.500 Taler erworben hatte. Am 31. Januar des Jahres 1786 wurde Zieten auf dem Wustrauer Erbbegräbnisplatz neben der Wustrauer Dorfkirche beerdigt; hier hatte er zahlreiche Verschönerungen initiiert und finanziert. Außer dem Gut Wustrau hinterließ er kein Vermögen. Das gesamte Mobiliar des Berliner Hauses musste nach seinem Tode versteigert werden, und seine Witwe wurde erst durch ein Geschenk König Friedrichs in Höhe von 10.000 Talern von den Schulden befreit.

### Familie und Nachkommen

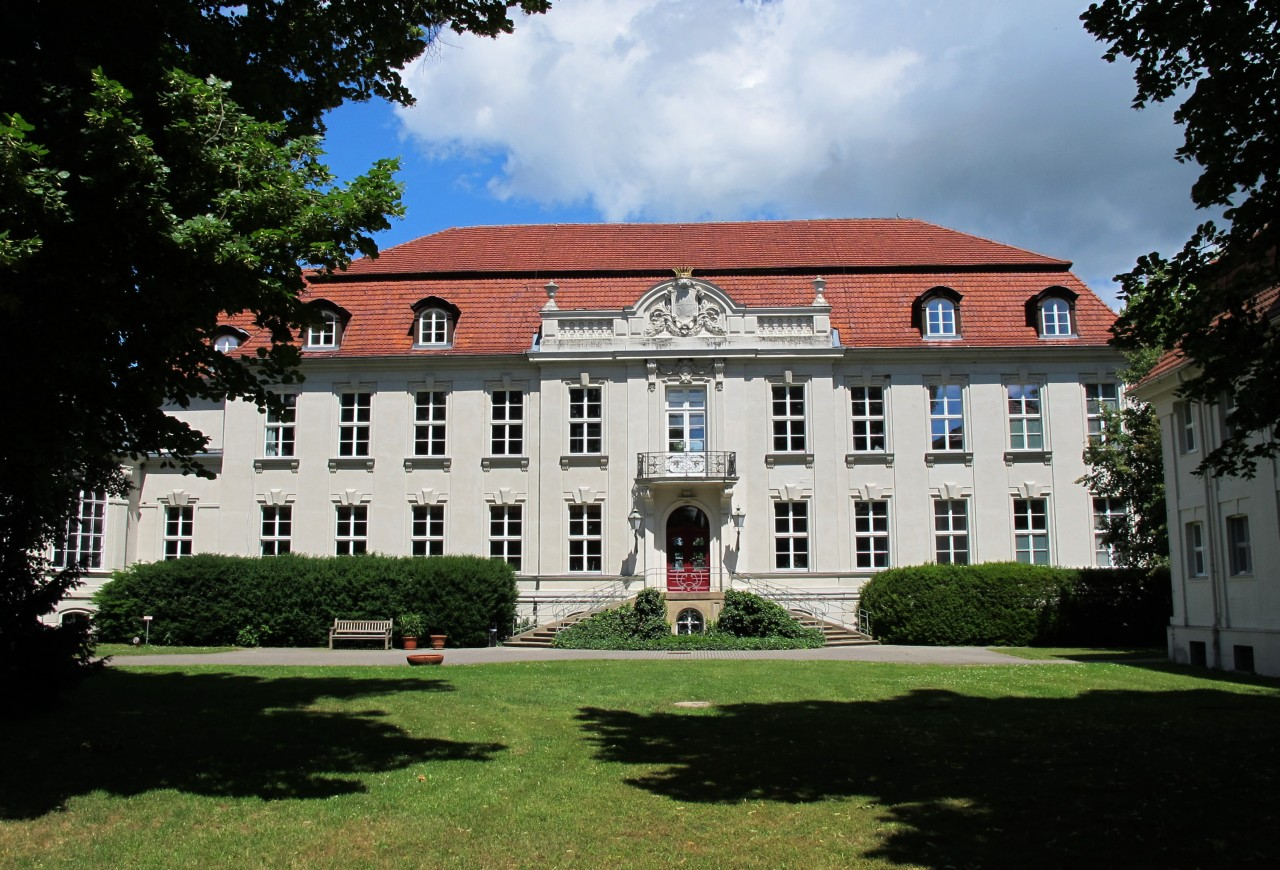
Zietenschloss Wustrau, in dem der Husarengeneral seit 1750 wohnte

Aus der ersten 1737 geschlossenen Ehe mit Leopoldine Judith von Jürgaß (1703–1756) entstammten der Sohn Friedrich Carl (1743–1751) und die Tochter Johanna (1747–1829). Johanna wurde Dame am Berliner Hof und heiratete am 23. Oktober 1776 Franz Carl Wilhelm Rudolf von Wahlen-Jürgaß (1752–1834), Erbherr auf Gantzer und Trieglitz.
Nach dem Tod seiner ersten Frau heiratete Zieten am 24. August 1764 deren Nichte Hedwig von Platen (1738–1818). Dieser Ehe entstammen die Söhne Friedrich (1765–1854) und Hans-Joachim Albrecht (*/† 1771) sowie die Tochter Albertine Magdalene Eleonore (1773–1819). Friedrich von Zieten, zunächst Rittmeister, bekleidete zwischen 1800 und 1841 das Amt des Landrates des Ruppinschen Kreises. 1840 wurde er in den Grafenstand erhoben und vier Jahre später besuchte ihn König Friedrich Wilhelm IV. in Wustrau. Er verstarb unverheiratet auf Wustrau, wo er auf seinen Wunsch hin auf dem Kirch-Friedhof unter einem großen Findlingsblock beigesetzt wurde. Die Besitzungen und der Grafentitel gingen auf die Familie der Tochter Albertines Magdalenes, Karoline Albertine Luise Wilhelmine Emilie von Zieten (1806–1853) über. Sie war mit Albert Ludwig Wilhelm von Schwerin (1801–1865) verheiratet.
Damit führte der jeweilige Majoratsherr auf Wustrau seit 1859 den Namen Graf von Zieten-Schwerin.
Ein anderer berühmter Zietenhusar war der preußische Generalfeldmarschall Hans Ernst Karl von Zieten (1770–1840) aus dem Hause Dechtow, Großvetter des Landrates Friedrich von Zieten.

## Ehrungen

### Denkmäler

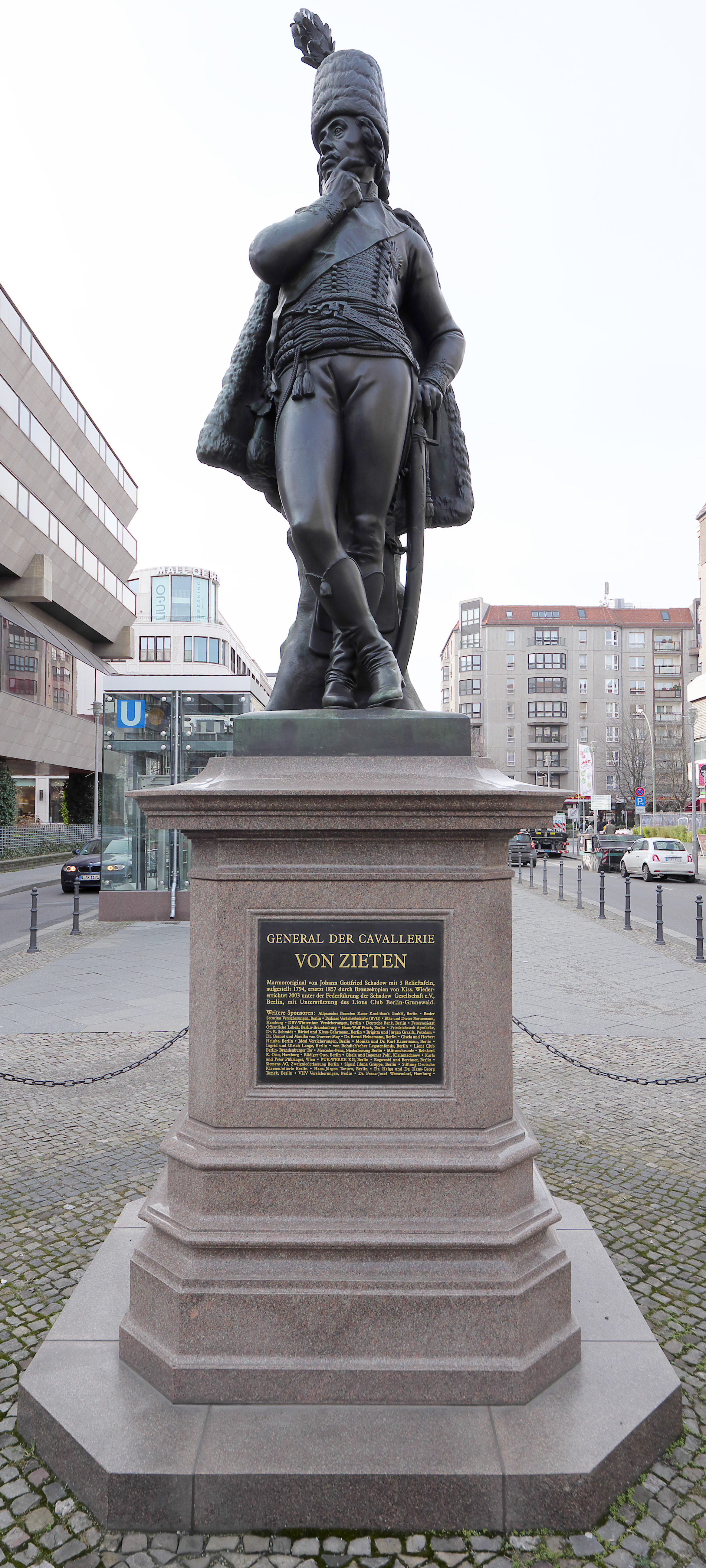
Zietendenkmal auf dem Zietenplatz (ehemals auf dem Wilhelmplatz), Berlin-Mitte

In Berlin und Brandenburg erinnern folgende Denkmäler an Zieten:
- Prinz Heinrich von Preußen errichtete ihm im Jahr 1790 eines auf dem Wilhelmsplatz in Rheinsberg.
- Die Hans-Joachim-von-Zieten-Statue ließ Friedrich Wilhelm II. 1794 in Berlin auf dem Wilhelmplatz aufstellen. Die zunächst von Johann Gottfried Schadow geschaffene Marmorskulptur wurde 1857 durch den Bronzeguss von August Kiß ersetzt. Er steht heute auf dem nach ihm benannten Zietenplatz an der Ecke Wilhelmstraße/Mohrenstraße neben dem Denkmal Leopolds I. von Anhalt-Dessau, des „Alten Dessauers“.
- Das Denkmal in Wustrau am Ruppiner See (gestiftet von der Familie).
- Prinz Heinrich von Preußen widmete ihm eine Gedenktafel auf der Vorderseite seines Rheinsberger Obelisken.
- Am Berliner Reiterstandbild Friedrichs des Großen ist Zieten an der südwestlichen Ecke auf einem Pferd dargestellt.
- Anstelle des kriegszerstörten Hauses Kochstraße 62 in Berlin-Kreuzberg, in dem Zieten von 1761 bis 1786 wohnte, errichtete Peter Eisenman 1985 das Haus am Checkpoint Charlie an welchem eine Gedenktafel an Zieten erinnert.

### Benennungen
- In Berlin, Chemnitz, Dortmund, Düsseldorf, Wiesbaden und vielen weiteren Städten tragen Straßen seinen Namen.
- In Göttingen wurden die Zieten-Kaserne und die Zieten-Terrassen nach ihm benannt.
- In Beelitz wurde die Hans-Joachim-von-Zieten-Kaserne nach ihm benannt.
- Pietrowice (deutsch:  Peterwitz) in der Gemeinde Głubczyce (deutsch: Leobschütz) in Schlesien trug von 1936 bis 1945 den Namen Zietenbusch.

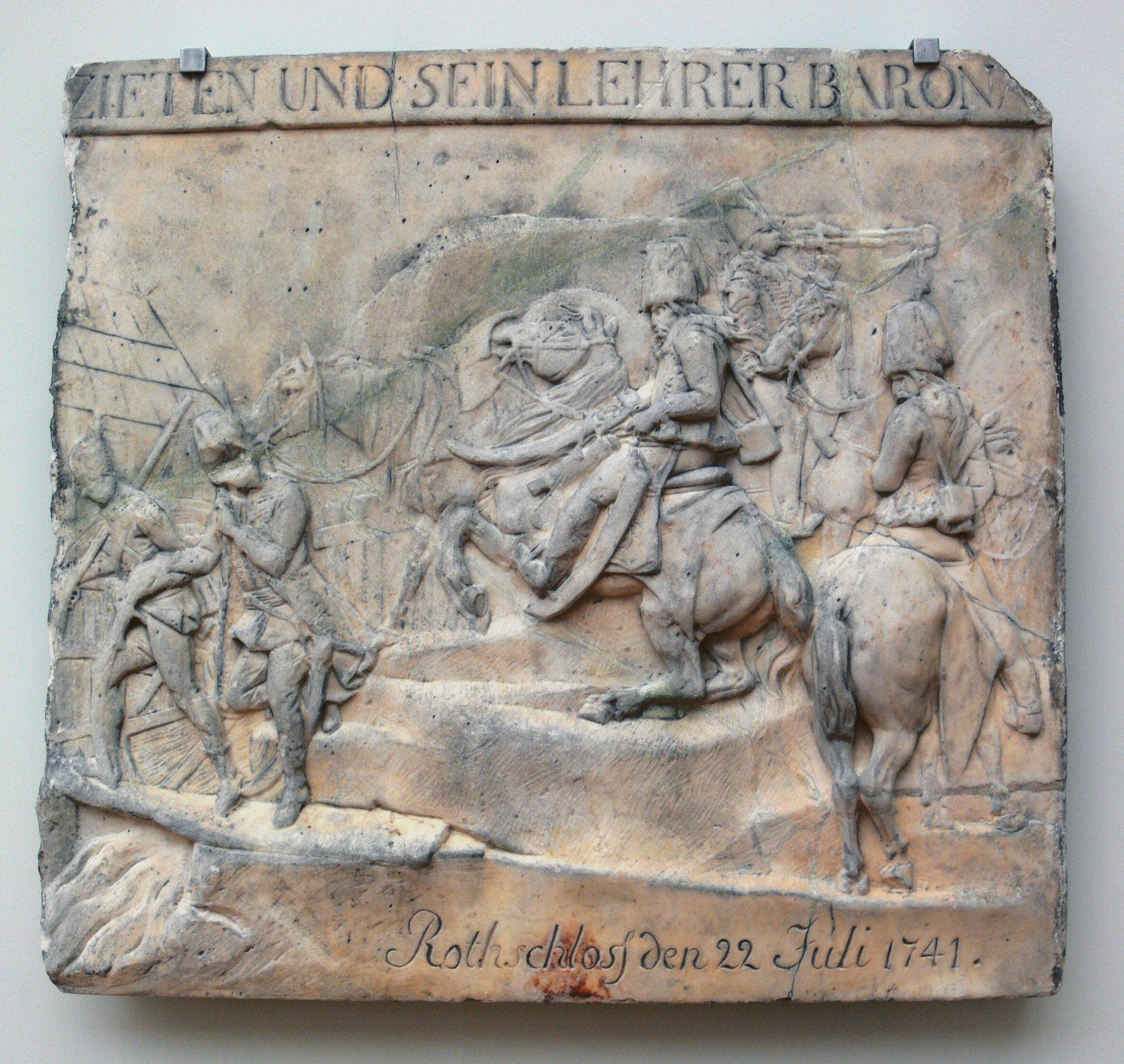
Hans von Zieten und von Baronay
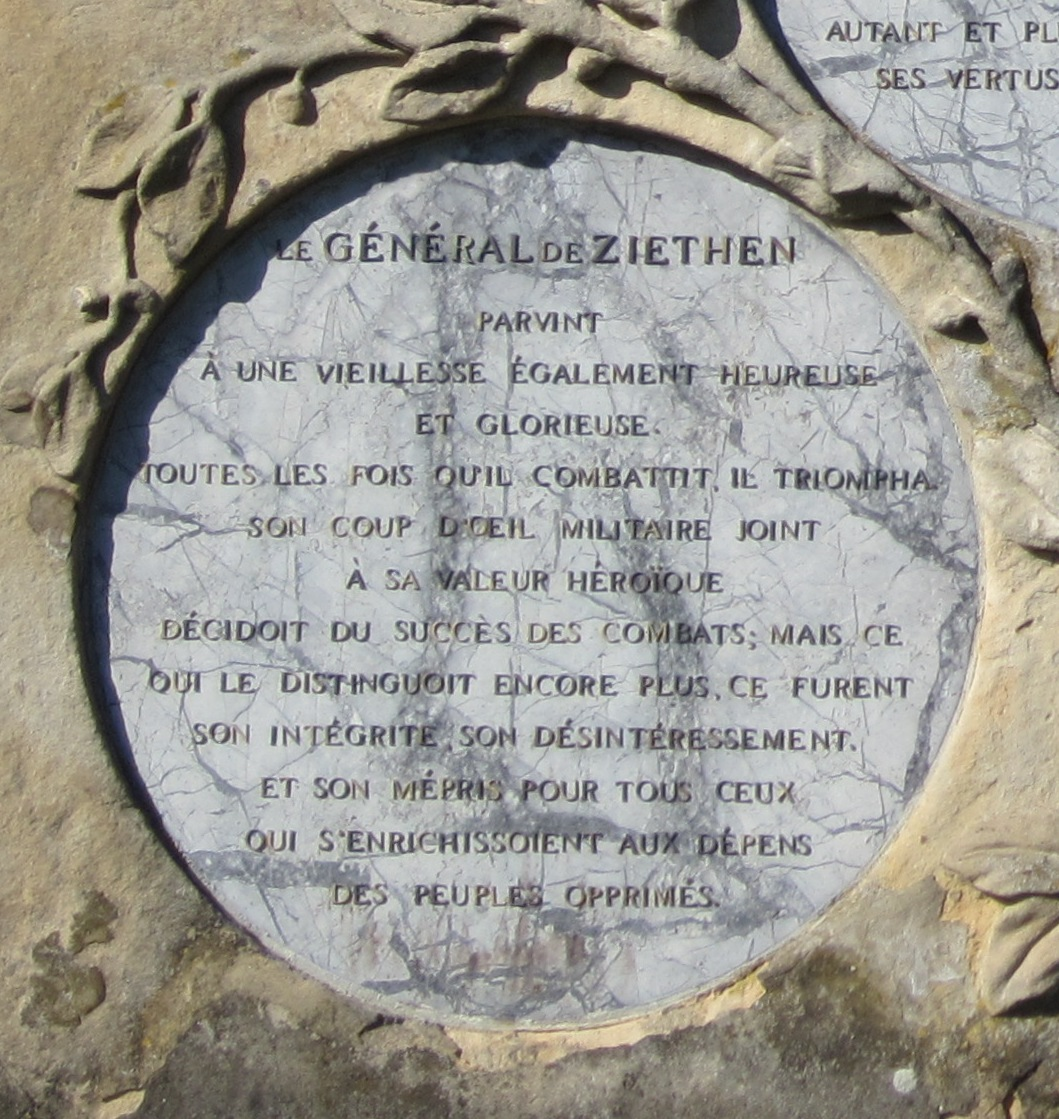
Gedenktafel für Zieten am Rheinsberger Obelisken
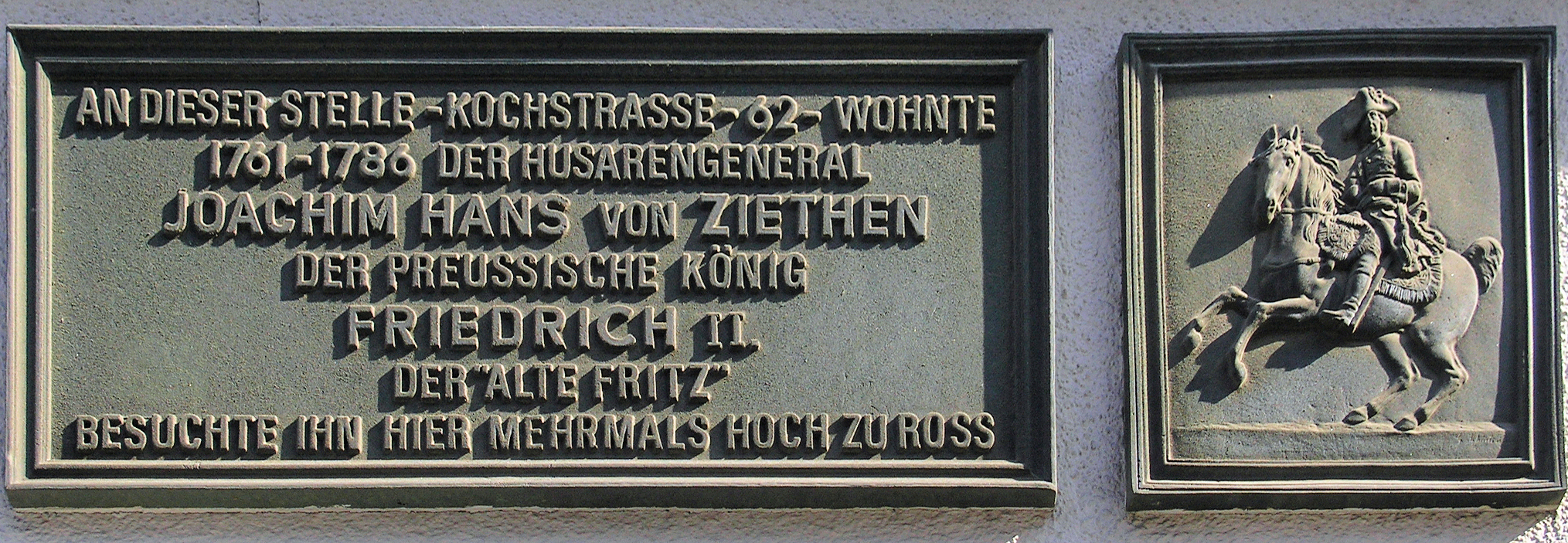
Gedenktafel am Haus am Checkpoint Charlie, Berlin-Kreuzberg
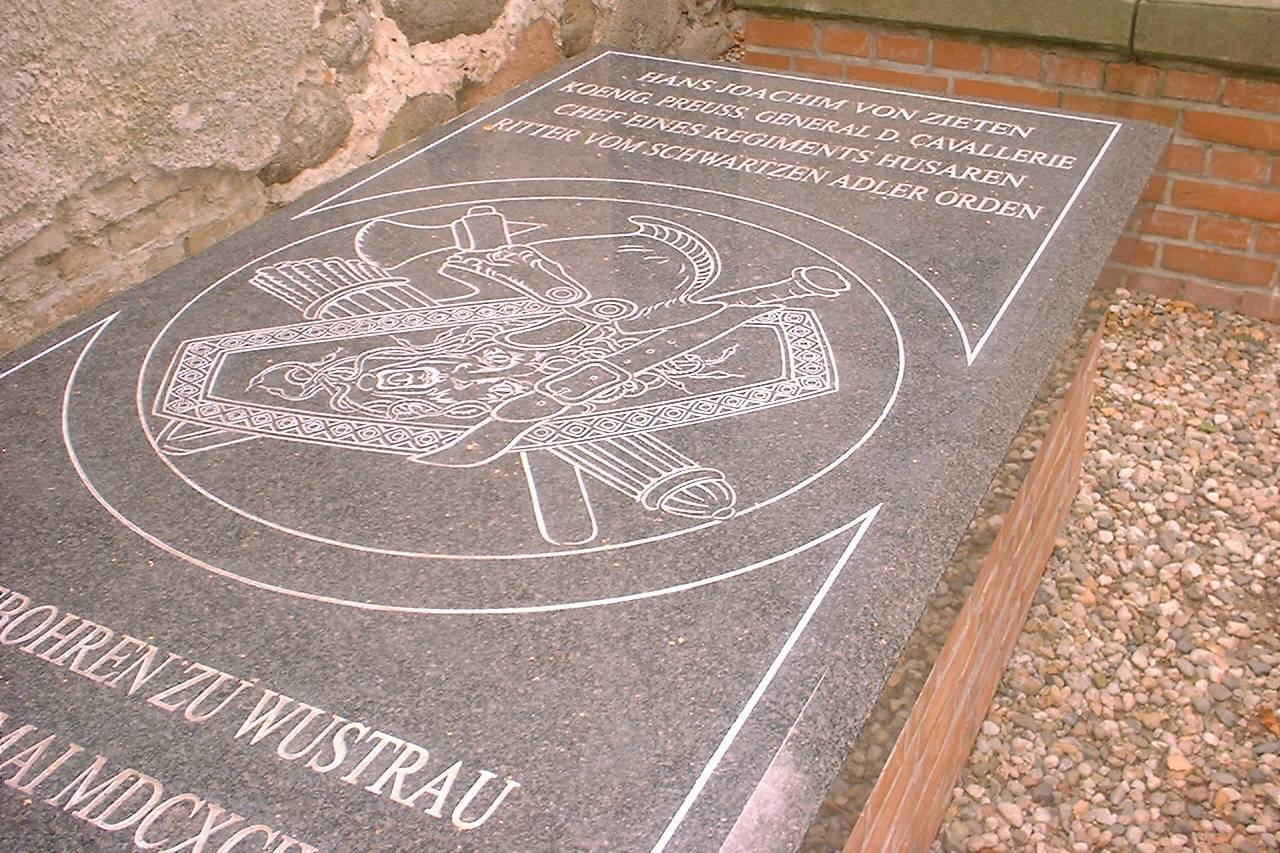
Zietens Grab an der Dorfkirche Wustrau

## Rezeption
Theodor Fontane: Der alte Zieten. 1847.
| Joachim Hans von Zieten, Husarengeneral, Dem Feind die Stirne bieten er tat’s wohl hundertmal. Sie haben’s all’ erfahren, wie er die Pelze wusch Mit seinen Leibhusaren, der „Zieten aus dem Busch“. Hei, wie den Feind sie bläuten bei Hennersdorf und Prag, Bei Liegnitz und bei Leuthen und weiter Schlag auf Schlag; Bei Torgau, Tag der Ehre, ritt selbst der Fritz nach Haus, doch Zieten sprach: „Ich kehre erst noch mein Schlachtfeld aus“. Sie stritten nie alleine, der Zieten und der Fritz, Der Donner war der eine, der andre war der Blitz, Es wies sich keiner träge, darum schlug’s auch immer ein; Ob warm, ob kalte Schläge, sie pflegten gut zu sein. | Der Friede war geschlossen, doch Krieges Lust und Qual, Die alten Schlachtgenossen durchlebten’s noch einmal. Wie Marschall Daun gezaudert, doch Fritz und Zieten nie. Es ward jetzt durchgeplaudert bei Tisch in Sanssouci. Einst mocht’ es ihm nicht schmecken, und sieh, der Zieten schlief. Ein Höfling wollt’ ihn wecken, der König aber rief: „Laßt schlafen mir den Alten, er hat in mancher Nacht Für uns sich wach gehalten, der hat genug gewacht!“ Und als die Zeit erfüllet des alten Helden war, Lag einst, schlicht eingehüllet, Hans Zieten der Husar. Wie selber er genommen die Feinde stets im Husch, So war der Tod gekommen, wie Zieten aus dem Busch. |

Die Schlusswendung nimmt die damals sehr geläufige Redensart „wie Zieten aus dem Busch“ (für „aus heiterem Himmel“) auf.
In Martin Walsers Roman Finks Krieg tauft der Beamte Fink einen seiner Mitstreiter, einen FDP-Abgeordneten aus dem hessischen Landtag, „Zieten aus dem Busch“.